# Швейцария перед мировыми войнами
На протяжении второй половины XIX и начала XX века в Швейцарии происходили важные политические и экономические изменения: так, Швейцария в XIX веке превратилась из конгломерата олигархических республик и зависимых территорий, фактически раздробленной страны с полуфеодальным строем (после Венского конгресса) в полностью суверенное правовое государство с развитым демократическим строем (после революции 1848 года); страна постепенно, но верно эволюционировала от конфедерации к федерации; и в результате этих политических процессов были устранены значительные препятствия для торгово-экономического развития страны. Все эти изменения и обусловили превращение созданной Венским конгрессом Швейцарской конфедерации в современную Швейцарию.

## Швейцария при действии конституций 1848 и 1874 годов
Со времени объявления новой конституции (12 сентября 1848 года), превратившей Швейцарию из слабого союза отдельных кантонов в союзное государство с прочным политическим строем, начинается новая эпоха в истории Швейцарии, ознаменованная наступлением всеобщего мира и полного порядка в стране.
Новые власти Союза выказали чрезвычайно плодотворную организаторскую деятельность. Было приступлено к объединению почты, телеграфа, таможенного ведомства, а также системы денег, мер и весов. Таможенные заставы между отдельными кантонами, а также дорожные и мостовые пошлины были отменены; при поддержке Союза проведены новые дороги и каналы; в Цюрихе устроен союзный политехникум (1854 год) и т. д. Устройство железных дорог, после долгих споров в обоих советах, было предоставлено частной инициативе.
Отношения с иностранными державами тоже были дружественные, хотя германский союзный сейм и Австрия были недовольны тем, что германские и итальянские политические выходцы находили себе убежище в Швейцарии. Только в 1856 году Швейцария едва не была вовлечена в войну с Пруссией из-за событий в Невшателе. В этом кантоне ещё 1 марта 1848 года, благодаря восстанию республиканцев, был положен конец власти прусского короля и учреждена республика, но роялисты не теряли надежды захватить в свои руки власть и произвели в сентябре 1856 года мятеж, окончившийся полной неудачей и многочисленными арестами. Пруссия потребовала немедленного освобождения арестованных, грозя в противном случае войной. Благодаря посредничеству Наполеона III, столкновение это было улажено: союзный совет освободил роялистов, а прусский король признал независимость Невшателя (26 мая 1857 года).
Когда в 1860 году Сардиния уступила Франции Савойю, Швейцария, основываясь на правах, предоставленных ей Венским конгрессом, заявила свои притязания на Верхнюю Савойю (Шабле), но права эти не были признаны Францией.
В 1867 году союзный совет заключил международную конвенцию относительно прорытия Сен-Готардского туннеля, утверждённую обоими советами 22 июля 1870 года.
Во время франко-прусской войны 1870 года Швейцария выставила для защиты своего нейтралитета значительные военные силы. Когда французская восточная армия, отступая перед пруссаками, перешла швейцарскую границу (1 февраля 1871 года), она была обезоружена и размещена в пределах Швейцарии.
Между тем борьба партий внутри Швейцарии не прекращалась, но действия их, за очень немногими исключениями, не выходили из пределов законности. В 1869 году Цюрих, а в 1870 году и некоторые другие кантоны (Тургау, Люцерн, Берн, Золотурн, Аргау) изменили свои конституции в демократическом духе, введя референдум и инициативу (право известного числа граждан предлагать законы). Первая попытка пересмотра союзной конституции, в 1866 году, не удалась.
В 1872 году составлен был новый проект конституции, значительно расширявший компетенцию Союза: он предоставлял Союзу право издавать законы о железных дорогах, банках, страховых обществах и фабриках, а также законы о браках, подчинял его компетенции военное дело, отменял смертную казнь и телесные наказания, гарантировал полную свободу совести и вероисповедания, объявлял элементарное школьное образование обязательным и бесплатным и вводил факультативный референдум также и для Союза. Против проекта оказались не только клерикалы и консерваторы, но и часть либералов; 12 мая 1872 года он был отвергнут большинством 13 кантонов (261 096 голосов) против 9 (255 585 голосов). Союзный сейм, успев склонить на свою сторону оппозиционных либералов, немного изменил первоначальный проект в смысле меньшей централизации. В таком изменённом виде конституция была принята 19 апреля 1874 года 14,5 кантонами (340 199 голосов) против 7,5 (198 013 голосов) и вступила в силу 29 мая 1874 года.
Изменения первоначального проекта заключались в том, что некоторые области военного дела были поручены ведению кантональных правительств, и Союзу было предоставлено право издавать гражданские законы только по некоторым определённым вопросам. Зато в церковных делах новая конституция значительно расширила права Союза. Учреждение епископств было поставлено в зависимость от согласия Союза; учреждение новых монастырей было совсем запрещено. Постановления новой конституции об отношениях к церкви были следствием культуркампфа, возгоревшегося и в Швейцарии. Когда базельский епископ Лаша, несмотря на запрещения входивших в состав этой епархии кантонов (Золотурн, Люцерн, Цуг, Берн, Аргау, Тургау и Базель сельский), провозгласил догмат о папской непогрешимости и отрешил нескольких священников, не хотевших признавать этот догмат, от должности, то упомянутые кантоны (кроме Цуга и Люцерна) низложили его. Лаша переехал из Золотурна в Люцерн.
Другой конфликт с римской курией произошёл в Женеве, где курия, против воли союзного и кантонального правительств, хотела восстановить бывшее женевское епископство, назначив священника Мермилльо апостолическим викарием. Когда Мермилльо отказался отречься от своего звания, союзный совет запретил ему пребывание в Швейцарии (17 февраля 1873 года). Наконец, вследствие того, что папа в энциклике от 23 ноября назвал поведение швейцарских властей «позорным», союзный совет окончательно порвал с римской курией.
Настойчивость, с которой швейцарские власти отстаивали новые церковные законы, побудила наконец курию к уступкам. Католическое духовенство в 1878 году согласилось признать новые церковные законы; курия отказалась от своего намерения учредить епископство в городе Кальвина и в 1884 году восстановила базельское епископство. Лаша был назначен апостолическим администратором кантона Тессин, который при этом окончательно отделился от епископств Комо и Милана и в 1888 году официально соединился с епископством базельским.
В 1874 году в Лозанне был учреждён постоянный союзный суд; в том же году состоялась реорганизация военного дела. Законом 1875 года введён обязательный гражданский брак. В 1877 году фабричным законом, установившим нормальный рабочий день в 11 часов, было положено начало законодательству по защите интересов рабочего класса. В 1880 году установлено общешвейцарское торговое и вексельное право и усилен надзор за железными дорогами. 18 мая 1879 года изменена статья конституции, запрещавшая смертную казнь. 25 октября 1885 года введена монополия на спирт, доходы с которой должны, однако, выплачиваться Союзом кантонам. Народным голосованием 26 октября 1890 года Союзу предоставлено право устройства государственного страхования на случай болезни или несчастья. Пятый частичный пересмотр 5 июля 1891 года сделал возможным изменение отдельных статей конституции посредством народной инициативы, а шестой, 18 октября 1891 года, предоставил Союзу кредитную монополию. Потребованное в 1894 году социалистами «право на работу», а также предложение федералистов-ультрамонтанов, касавшееся разделения таможенных доходов между Союзом и кантонами, были отвергнуты. Точно так же была отвергнута предложенная союзными властями полная централизация военного дела.
Хорошие отношения Швейцарии с соседними государствами иногда нарушались из-за социалистов, которые, вследствие германского закона о социалистах, искали убежища в Швейцарии. Союзный совет разрешал им оставаться в Швейцарии лишь до тех пор, пока они ограничивались теоретическим изложением своих идей, но высылал их, если они компрометировали себя оскорблением дружественных правительств или революционной пропагандой. Несмотря на это, германское правительство не переставало следить, при помощи своих шпионов, за социалистами в Швейцарии, а высылка союзным советом одного такого шпиона из пределов Швейцарии вызвала в 1889 году конфликт между Швейцарией и Германией, вскоре, однако, улаженный.
Вообще Швейцария, как нейтральная страна, занимает довольно почётное положение между остальными государствами Европы. Швейцарскому союзному совету поручено, например, руководство многими международными учреждениями, часть которых вызвана притом к жизни инициативой Союза. К таким учреждениям относятся: Женевская конвенция (1864), Всемирный почтовый союз (1878), Международный телеграфный союз (1875), Союз для защиты права собственности на произведения промышленности и искусства (1883-1888) и др. В 1889 году союзный совет пригласил промышленные государства Европы на конференцию для выработки международного законодательства по защите интересов рабочих, но вскоре взял это приглашение обратно, так как с подобным предложением обратился в феврале 1890 года к державам и император Вильгельм II.
В августе 1891 года Швейцария праздновала 600-летие существования Союза.